# Anastatus pearsalli
Anastatus pearsalli är en stekelart som beskrevs av William Harris Ashmead 1898. Anastatus pearsalli ingår i släktet Anastatus och familjen hoppglanssteklar. Inga underarter finns listade i Catalogue of Life.